# 马谦卿
马谦卿（1926年—），女，陕西米脂人，中华人民共和国出版工作者、政治人物，曾任新华社甘肃分社副社长，甘肃人民出版社党委书记，甘肃省人大常委会副主任。